# Silnice I/57
Die Silnice I/57 (tschechisch für: „Straße I. Klasse 57“) ist eine tschechische Staatsstraße (Straße I. Klasse).

## Verlauf
Die Straße beginnt in Fortsetzung der von Prudnik (Neustadt in Oberschlesien) kommenden polnischen Droga krajowa 41 an der Grenze zu Polen bei Bartultovice (Bartelsdorf) und verläuft zunächst in südlicher Richtung nach Město Albrechtice (Olbersdorf). Sie folgt weiter dem rechten Ufer der hier die Staatsgrenze zu Polen bildenden Goldoppa (Opavice), durchzieht die Stadt Krnov (Jägernorf), wo sie die Silnice I/45 kreuzt, und setzt sich, dem rechten Ufer der Opava (Oppa) folgend, nach Opava (Troppau) fort. Hier verläuft sie ein kurzes Stück gemeinsam mit der Silnice I/11 und kreuzt die Silnice I/46. In Opava wendet sie sich nach Süden und verläuft über Hradec nad Moravicí (Grätz) nach Fulnek. Rund fünf Kilometer weiter wird bei Hladké Životice (Seifendorf) die Autobahn Dálnice 1 bei der Anschlussstelle (exit) 330 gequert. Die Silnice I/57 setzt sich nach Nový Jičín (Neutitschein) fort, wo sie die Autobahn D48 kreuzt, und verläuft am Westrand der Mährisch-Schlesischen Beskiden (Moravskoslezské Beskydy) entlang nach Valašské Meziříčí (Walachisch-Meseritsch), wo sie die Silnice I/35 (Europastraße 442) kreuzt. Von hier folgt sie dem Tal der Vsetínská Bečva (Oberen Betschwa) nach Vsetín (Wsetin), wo die Silnice I/69 abzweigt, trifft bei Valašská Polanka (Walachisch Polanka) auf die Silnice I/49, mit der sie über zehn Kilometer bis Horní Lideč (Ober Litsch) gemeinsam verläuft. Die Silnice I/57 setzt sich über Valašské Klobouky (Walachisch Klobouk) und Brumov-Bylnice (Brumow-Bilnitz) bis zum Wlarapass (Vlárský průsmyk) fort, wo sie die Grenze zur Slowakei überschreitet und nunmehr die slowakische Cesta I. triedy 57 bildet, die in das Tal der Waag (Váh) führt.
Die Länge der Straße beträgt knapp 168 Kilometer.

## Geschichte
Von 1940 bis 1945 bildete die Straße Teile der Reichsstraße 145 und der Reichsstraße 146.